# Las Kapuściniecki
Las Kapuściniecki (ukr. Капустинський Ліс, Kapustynśkyj Lis) – wieś na Ukrainie, w  obwodzie tarnopolskim,w rejonie tarnopolskim. W 2001 roku liczyła 42 mieszkańców.
Do 2020 w rejonie zbaraskim.